# Улица Черняховского (Санкт-Петербург)
У́лица Черняхо́вского — улица в Центральном районе Санкт-Петербурга. Проходит от набережной Обводного канала за Транспортный переулок до сада Сан-Галли.

## История
До 1871 года улица называлась Моховой-Каретной.
До 1952 года улица называлась Предтеченской по названию церкви Иоанна Предтечи, расположенной между Предтеченской улицей и Лиговской улицей (ранее Лиговский канал, позднее Лиговский проспект).
Получила своё название по имени дважды Героя Советского Союза генерала армии Ивана Даниловича Черняховского (1906—1945).

## Достопримечательности
- Предтеченский мост
- Всероссийский Научно-Исследовательский Институт Жиров (ВНИИЖ)
- Газгольдер
- № 56 — доходный дом Сабаевых-Замятиных, 1875, арх. Василий фон Геккер. Первые владельцы здания — братья Сабаевы-Замятины — были ямщиками из Тосно, им принадлежит необычное для градостроительной архитектуры того времени решение не строить лицевой флигель, а оставить выезд из участка — этот «разрыв» в ряду домов сохранился по сей день[1][2].